# Копеечник арктический
Копеечник арктический (лат. Hedysarum arcticum) — вид травянистых растений рода Копеечник (Hedysarum) семейства Бобовые (Fabaceae).

## Ботаническое описание
Многолетнее растение. Корень утолщённый, глубоко идущий в почву. От корневой шейки вверх идут несколько стеблей, достигающих 20—35 см высоты. При основании стеблей расположены многочисленные, бурые, сросшиеся между собой прилистники. Несколько выше на стебле находятся зелёные листья, образующие 2—3 междоузлия. При основании листьев сидят по два сросшихся бурых прилистника, на верхних листьях несколько бледнее окрашенных с ланцетовидно вытянутыми свободными концами. Черешок листа короткий, пластинка листа не превышает 10 см, листочки 4—6 парные, продолговато-эллиптические, 12—20 мм длиной, 4—8 мм шириной, почти голые или слабо прижато-волосистые преимущественно по краям и снизу по средней жилке. Цветоносы выходят из пазух верхних листьев, заканчивая собой стебель, без кисти едва превращающие листья, слегка бело-волосистые. Кисти в начале цветения сжатые 2—5 см длиной, под конец несколько удлинённые. Цветы в количестве 5—30, несколько поникающие. Прицветники бурые, ланцетные, достигающие длины чашечки. Цветни сравнительно короткие, не длиннее 2 мм. Чашечка коротко-колокольчатая, преимущественно по зубцам слабо-опушена, зубцы чашечки коротко-треугольные, в 3—4 раза короче трубки чашечки. Венчик 13—15 мм длиной лиловый. Флаг суженный в короткий, широкий ноготок, пластинка его округло-овальная, на верхушке слегка выемчатая. В начале цветения флаг почти равен лодочке или даже превышает его, но под конец цветения лодочка становится заметно длиннее флага. Бобы на плодоножке, членики бобов сетчатые, почти округлые или слегка продолговатые, по краю довольно широкой окраиной.

## Распространение
Распространена в арктической зоне Европы и Сибири, на Новой Земле. Встречается в горной тундре, на скалах, галечниках, реже на песчаных островах.

## Химический состав
По анализу растений произрастающих в условиях Якутии растение отличается рядом характерных черт. Максимум протеина наблюдается в вегетативных побегах. Зелёная масса плодоносящих и вегетативных побегов взятых вместе содержала 28,01 % протеина. Примерно такое же количество протеина найдено в период летне осенней вегетации. В период цветения и отцветания количество протеина уменьшается на 15 %, а в период плодоношения на 40 %. Максимальное количество клетчатки содержится в период плодоношения, сравнительно много в фазе цветения. При отцветании происходит уменьшение её количества, а в периоды летне осенней вегетации количество клетчатки становится минимальным. Изменение БЭВ, жира и золы происходят более плавно. В молодых растения БЭВ значительно больше, а золы меньше. Содержания кальция неуклонно возрастает с ходом развития растений. Фосфор, магний и сера колебаются лишь в отдельных фазах развития. Отношение фосфора к кальцию в период цветения достаточно высокое — 0,53—0,66, в дальнейшем уменьшается.

## Значение и применение
Летом хорошо поедается северным оленем (Rangifer tarandus). Зелёные части и соцветия растения поедаются лошадьми. Корни употребляются в пищу в свежем, сушеном, размолотом виде.